# Erugissa
Erugissa is een geslacht van halfvleugeligen uit de familie Epipygidae. De wetenschappelijke naam van dit geslacht is voor het eerst geldig gepubliceerd in 2001 door Hamilton.

## Soorten
Het geslacht Erugissa  is monotypisch en omvat slechts de volgende soort:
- Erugissa pachitea Hamilton, 2001